# São Cristóvão de Mondim de Basto
São Cristóvão de Mondim de Basto é uma freguesia portuguesa do município de Mondim de Basto, com 23,39 km² de área e 2971 habitantes (censo de 2021). A sua densidade populacional é 127 hab./km².

## Demografia
A população registada nos censos foi:
| Distribuição da População por Grupos Etários | Distribuição da População por Grupos Etários | Distribuição da População por Grupos Etários | Distribuição da População por Grupos Etários | Distribuição da População por Grupos Etários |
| -------------------------------------------- | -------------------------------------------- | -------------------------------------------- | -------------------------------------------- | -------------------------------------------- |
| Ano                                          | 0-14 Anos                                    | 15-24 Anos                                   | 25-64 Anos                                   | > 65 Anos                                    |
| 2001                                         | 641                                          | 580                                          | 1676                                         | 576                                          |
| 2011                                         | 502                                          | 412                                          | 1714                                         | 645                                          |
| 2021                                         | 312                                          | 347                                          | 1540                                         | 772                                          |

## História
São Cristóvão de Mondim de Basto integra a vila de Mondim de Basto, sede do município, encosta-se à banda esquerda do rio Tâmega, assente em chãos de grande fertilidade, estendidos no sopé do Monte Farinha, que segura no cume o Santuário de Nossa Senhora da Graça.
Sendo o centro da vida económica e administrativa do seu município, a freguesia situa-se, paradoxalmente, no extremo ocidental do mesmo, sendo mesmo toda a fronteira dessa banda, de norte para sul, definida pelo rio Tâmega. Agrupando um conjunto de oito lugares que dão pelos nomes de Bouça, Campos (parte), Carrazedo, Mogo, Montão, Pedra Vedra, Senhor da Ponte e Vilar de Viando, o seu termo ocupa uma extensão de superfície com a área de 2339 hectares, numa região onde se unem as duas províncias históricas mais nortenhas do país: Minho e Trás – os – Montes.
Os montes próximos albergam ainda vestígios de povoações e construções de povos anteriores à romanização da Península. Por exemplo, no cerro do Monte Farinha há ainda menções e restos no local que testemunham a existência de três castros. Também próximo do lugar de campos se pode encontrar o castro do Castroeiro, onde o aroma e névoas dos tempos pré – históricos se podem ainda vislumbrar nos desenhos das construções definidos pelas pedras que teimam em servir de testemunhos das mãos que as colocaram em ordem construtiva. Mas o centro da vida política e militar dos povos dessas épocas centrava-se no castro localizado no monte de Palhaços, sendo o de Castroeiro um posto avançado dependente deste.
Da lenda faz parte a crença de que os Gregos e os Assírios teriam posto o pé na região de Mondim, facto, contudo, por comprovar, atendendo a falta de vestígios. Dada mais como certa é a chegada e presença dos Romanos, ainda no século II a C. com o cônsul Décio Junio Bruto a frente das suas legiões, vencendo a resistência oposta pelas tribos montanhesas, nomeadamente a dos Tamecanos, que se alojaram na celebre cidade de Cinínia, no alto do monte agora crismado pelo santuário da senhora da Graça. Incapazes de afastar o génio militar dos Romanos, estes povos acabaram por ser romanizados, beneficiando das melhorias técnicas introduzidas pelos homens do Império Romano. Melhor organização e exploração agrícola, construção de estradas e pontes, exploração de minas, técnicas de fabrico de novos materiais foram as mudanças implementadas. De todas estas inovações sobraram ecos para a nossa memória, como os vestígios de estrada em Pedravedra ou a ponte de Vilar de Viando, ou ainda a indústria de tijoleiras em Carrazedo.
Desaparecido o Império sob as hordas dos invasores bárbaros, parte deles de origem germânica, também na Península Suevos e Visigodos assentaram arraiais, de cuja presença, contudo, não ficou marca em Mondim. Os árabes sucederam – se na marcha da história da Península, mas nesta região apenas as lendas e histórias falam ainda de tesouros escondidos e mouras encantadas.
Assim, Mondim de Basto ressurgiria novamente nos anais após o nascimento de Portugal, a partir das convulsões da Reconquista Crista dos territórios árabes. Seria, pois, o segundo rei a reconhecer a importância das gentes deste povoado, conhecendo – lhes o seu foral, garantia de direitos e obrigações dos moradores, foral esse que seria confirmado por D. Manuel I, em 1514.
A freguesia foi designada apenas de "Freguesia de Mondim de Basto", tendo esta denominação sido alterada para São Cristóvão de Mondim de Basto (anterior designação da freguesia). A restauração da antiga designação da freguesia foi aprovada pela Assembleia de Freguesia em abril de 2014, pelo motivo da denominação de Mondim de Basto originar distorções entre a denominação da freguesia e a do concelho, de modo a que haja distinção entre as duas entidades. Posteriormente foi aprovada pela Assembleia Municipal e a 17 de abril de 2015, pela Assembleia da República, foi publicada no Diário da República, pela Lei n.º 44/2015 de 4 de junho.

## Património
- Capela do Senhor: A capela do senhor é um pequeno templo de granito de estrutura romântica e decoração barroca, onde o teto de madeira é esquartelado e pintado. De grande relevo são as molduras dos caixotões. No que respeita as imagens conserva-se apenas uma, do século XVI.
- Igreja matriz: Em estilo românico e com um retábulo renascentista, a Igreja matriz, totalmente modificada, apresenta um portal lateral gótico. O corpo da nave é coberto por um teto de caixotões, num total de 75 molduras. O altar – mor enquadra um retábulo de talha dourada do século XVIII.

- Capela de Nossa Senhora da Piedade: A capela de Nossa Senhora da Piedade tem nave de planta centrada, barroca e transladada do século XX. A imagem da padroeira em pedra é um aspeto particular a considerar.

- Capela de São Bartolomeu: Edificada no século XVIII, a capela de São Bartolomeu sofreu uma profunda remodelação no século XX. De arquitetura barroca, possui um pequeno oratório, elevado a categoria de altar – mor.

- Casa de Eiró: A Casa de Eiró é um edifício brasonado, do século XVIII, que se destaca do casario da vila e segue o tipo comum das residências regionais da época.

- Parque de campismo: O parque de campismo é um dos pontos de referência de Mondim de Basto. Durante o Verão, este local enche-se de turistas atraídos pelas paisagens.

## Atividades Económicas
Agricultura, pedreiras, comércio, serviços, pecuária, indústrias de transformação de madeira e serralharia civil.